# Пасхалинська
Пасха́линська (рос. Пасхалинская) — присілок у складі Лузького району Кіровської області, Росія. Входить до складу Папуловського сільського поселення.
Населення становить 5 осіб (2010, 5 у 2002).
Національний склад станом на 2002 рік — росіяни 100 %.